# Clint Warwick
Clint Warwick (de son vrai nom Albert Eccles, né le 25 juin 1940 à Aston (en), Birmingham, Angleterre, mort le 15 mai 2004 à Birmingham), guitariste mais surtout bassiste britannique, occasionnellement chanteur, eut une assez brève carrière de musicien professionnel dans la première moitié des années 1960, la part la plus marquante étant sa participation à la formation initiale du groupe The Moody Blues de mai 1964 à juin 1966.
Son départ du groupe marqua aussi la fin de sa carrière musicale, après quoi il prit le métier de charpentier.

## Avant les Moody Blues
Après avoir joué comme guitariste dans le groupe The Rainbow Boys sous son nom réel, Warwick entra sous ce pseudonyme dans le groupe Danny King and The Dukes, un groupe de rock 'n' roll qui avait une certaine célébrité locale depuis la fin des années 1950.
C'est durant cette période qu'il fit la connaissance des autres membres fondateurs des Moody Blues, actifs eux aussi sur la scène musicale de Birmingham, deux d'entre eux, Ray Thomas et Mike Pinder ayant aussi joué en Allemagne, spécialement à Hambourg, à la même époque que Danny King, dans la deuxième moitié de 1963.
Début 1964, Thomas, Pinder, Warwick, King, ainsi que Denny Laine et Graeme Edge, conçurent le projet de monter un groupe qui se distinguerait des autres groupes de la région, sur les brisées des Beatles et des Shadows, en adoptant un style plus orienté vers le rhythm and blues. King abandonna le projet, les cinq autres musiciens fondant formellement le groupe en mai 1965 sous le nom M&B Five qui devint rapidement et brièvement The Moody Blues 5 puis The Moody Blues.

## Période Moody Blues
Peu après sa fondation, le groupe connut un rapide succès sur la scène de Birmingham et fut repéré par le manager londonien Tony Secunda grâce auquel ils eurent assez vite des engagements à Londres, puis signèrent peu après un contrat avec Decca Records.
Clint Warwick participa à toute la première carrière des Moody Blues, nettement orientée R&B, qui dura jusqu'en juin 1966. À cette date, le groupe qui avait connu des débuts discographiques fulgurants (leur deuxième single fut no 1 dans les charts britanniques et no 10 dans ceux des États-Unis) n'avait plus renoué avec un tel succès, et leur premier 33 tours reçut un accueil public mitigé.
La carrière scénique des Moody Blues fut plus réussie (ils firent notamment plusieurs fois la première partie des Beatles en 1965) mais ne leur apporta pas le succès financier et en juin 1966 le groupe décida de faire une pause pour réfléchir à son avenir. À cette occasion, après Denny Laine qui avait pris sa propre voie quelques mois avant et fondé son propre groupe, The Denny Laine String Band, Warwick, épuisé par les tournées, décide de quitter le groupe et d'abandonner la carrière de musicien.

## Après les Moody Blues
Après son départ du groupe, Clint Warwick travailla comme charpentier à Birmingham, où il mourut d'une maladie du foie en 2004, à l'âge de 63 ans.